# Принія чорногорла
Принія чорногорла (Prinia atrogularis) — вид горобцеподібних птахів родини тамікових (Cisticolidae). Мешкає в Гімалаях. Раніше вважалася конспецифічною з білобровою принією.

## Підвиди
Виділяють два підвиди:
- P. a. atrogularis (Moore, F, 1854) — східні Гімалаї і південний Тибет;
- P. a. khasiana (Godwin-Austen, 1876)	 — північно-східна Індія і північно-західна М'янма.

## Поширення і екологія
Чорногорлі принії поширені в Індії, Непалі, Бутані, Китаї і М'янмі. Вони живуть на високогірних луках і в чагарникових заростях.